# Norveška
Norveška [norvéška] (uradno Kraljevina Norveška) je država in ustavna monarhija v Severni Evropi, ki zaseda zahodni del Skandinavskega polotoka. Meji na Švedsko, Finsko in Rusijo. Spada med večje evropske države, saj meri 385.000 km2, po prebivalstvu pa s 5 in pol milijoni med manjše. Deželo odlikuje razčlenjena obala ob Severnem Atlantskem oceanu s številnimi fjordi. Največji fjord je Sognefjord dolg je 205 km in širok do 5 km. Vpisan je tudi na seznam naravne dediščine Unesca.
Kraljevina Norveška vključuje tudi arktična otoška ozemlja Svalbard in Jan Mayen. Norveška suverenost nad Svalbardom temelji na Spitsberški pogodbi. Zunanji odvisnosti sta tudi Bouvetov otok v južnem Atlantiku ter Otok Petra I. in Zemlja kraljice Maud na Antarktiki, ki pa niso del kraljevine.
Po drugi svetovni vojni se je Norveška gospodarsko hitro razvijala. Danes je med najbogatejšimi državami sveta in ima v polni meri razvit sistem socialnega varstva. Njen gospodarski napredek deloma temelji na izkoriščanju priobalnih zalog nafte in zemeljskega plina. Po indeksu človekovega razvoja je bila Norveška od leta 2001 do 2006 prva med državami, po svetovnem indeksu miru pa je najmiroljubnejša na svetu.

## Zgodovina
Številni kamniti spomeniki dokazujejo, da je bila Norveška naseljena že v mlajši kameni dobi, okrog leta 3000 pr. n. št. Iz bronaste dobe, ko so se na obalah in v dolinah te dežele naselili Germani, so risbe na skalah blizu Trondheima. Naselja, katerih imena se končujejo na -vik ali -heim pričajo o nekdanjih majhnih kraljestvih, ki jih je leta 872 prvikrat združil v državo Harald Lepolasi (ok. 850 – ok. 932), vendar je ta kmalu spet razpadla na posamezne dele. Vikingi so bili od 9. do l0. stoletja osvajalci, ki so se jih bali v Severnem morju. Njihove ladje so priplule do Anglije, Islandije, Grenlandije in celo do obal Severne Amerike. A gospodarji morja niso dolgo ostali gospodarji v lastni deželi. V 11. in 12. stoletju se je Dancem večkrat posrečilo zasesti Norveško in s tem utirati pot krščanstvu. V ta namen je bila ustanovljena trondheimska nadškofija s čimer se je začela graditev lesenih cerkva. Te lesene cerkve so še danes simbol Norveške.
Danska kraljica Margareta I., vdova norveškega kralja čigar oče je bil švedski kralj, je Norveško, Dansko in Švedsko leta 1397 pogodbeno združila v Kalmarsko zvezo. Zveza je leta 1523 zaradi izstopa Švedske sicer razpadla, toda danski kralji so še naprej ostali tudi norveški kralji, Norveška pa se je tako za več stoletij spremenila v dansko provinco. Danci so vpeljali reformacijo povezali so vladarske posle, danščina je postala šolski in uradni jezik, srebro in baker iz norveškega gorovja pa sta polnila dansko blagajno. Ko je bila Danska premagana v napoleonskih vojnah, je Norveško leta 1814, kot zmagovalka, prevzela Švedska. Pri menjavi vladarjev so Norvežani zahtevali samostojnost, te niso dobili, dobili pa so liberalno ustavo v zameno pa je morala Norveška priznati unijo z Švedsko.
Sredi 19. stoletja se je na Norveškem močno okrepila narodna zavest, ki je prišla še posebno do izraza v jezikovnem sporu. Dežela je postala neodvisna leta 1905 in Norvežani so se na plebiscitu odločili za ohranitev monarhije. Za svojega  norveškega kralja okronali danskega princa kot Haakona IV. Samostojna Norveška se je spomnila svoje pomorske tradicije in je z razvojem trgovskega ladjevja doživela med prvo svetovno vojno, v kateri je ostala politično nevtralna, občuten gospodarski napredek. 
Med drugo svetovno vojno je Norveško napadla in zasedla nacistična Nemčija ter poskušala z njenega dolgega obalnega boka zavračati britanske napade na celino. Kralj in vlada sta odšla v izgnanstvo.
Danes je Norveška kot svobodna država članica vseh pomembnih zahodnih zvez, kot sta NATO in EFTA, vstop v Evropsko unijo pa so na plebiscitu zavrnili zaradi ribolovnih pogojev. Svobodno in širšo ponovitev je doživela celo zgodovinska Kalmarska zveza in sicer v Nordijskem svetu, v katerega so se leta 1951 včlanile Norveška, Danska in Švedska, pozneje pa tudi Finska.

### Norveški prispevek k evropski kulturi
Norveška kultura je zavezana evropski tradiciji in je vanjo tudi odločilno prispevala. O krščanstvu pričajo na primer samosvoje lesene cerkve in biser nordijske gotike, stolnica v Trondheimu. »Ledenomorska stolnica« v Tromsøju, mestna hiša v Oslu in v jugendstilu zgrajeno mesto Ålesund kažejo na tokove evropske moderne v norveški arhitekturi. V slikarstvu in književnosti so dali tej moderni odločilne spodbude prav Norvežani. Edvard Munch spada med predhodnike ekspresionizma, drame Henrika Ibsena so postale zgled sodobnega gledališča, a tudi najbolj posebni norveški glasovi niso ostali na provincialni ravni, temveč so dosegli svetovno slavo. O tišini in turobnosti obmorske dežele, a tudi o razdvojenosti njenih ljudi med resnobo in arhaično veselje pripovedujejo glasbena dela Edvarda Griega in romani Knuta Hamsuna.

## Geografske značilnosti
Norveška se razteza od rta Lindesnes na jugu do več kot 1.700 kilometrov zračne črte oddaljenega Nordkappa na severu in od tam še nadaljnjih 250 kilometrov proti vzhodu. Izredno razčlenjena obala obroblja Norveško morje in gorata notranjost je povprečno komaj kje širša od sto kilometrov, pri Narviku samo šest, pri Oslu pa vendarle 430 kilometrov. Obala meri v zračni črti 2.650 kilometrov, če pa ji prištejemo še fjorde, zalive in ob obali ležeče otoke, teh je okoli 50.000, se podaljša kar za desetkrat in razkazuje igro narave posebne vrste. Površina države znaša 324.220 km², od tega je 16.360 km² voda in 307.860 km² kopnega. Najvišja gora je Goldhøpingen z 2469 metri nadmorske višine.
Norveška pokrajina je posledica ledenih dob, ki so zapustile razločne sledi od zahodne obale do državne meje s Švedsko. Rodovitna tla so dar morja, ki je pustilo za seboj z rudninami bogate usedline. Ostri gorski grebeni so samo na Lofotih. Fjorde, ki se globoko zarezujejo v strmo Skandinavsko gorovje in segajo marsikje več kot sto kilometrov v notranjost, so izbrusili ledeniki, pozneje pa jih je zalilo morje. O debeli plasti celinskega ledu, ki je prekrivala kopno, pričajo samo še ostanki ledu na visokih planotah. Skandinavsko gorovje, ki poteka v smeri sever-jug, se vleče čez Norveško po vsej dolžini in sega do 2.470 metrov visoko. Visoke planote nad drevesno mejo pa sestavljajo neskončni viddi in ﬁelli, po katerih se raztezajo tajge in tundre z mahovi in vresjem, ki jih prekinjajo jezera in močvirja.
Zaradi pokrajine so kraji v fjordih težko dostopni, do njih dostikrat pelje le ena pot. Deli obale so bili dolgo dosegljivi samo z ladjami in še danes so najbolj priljubljeno prevozno sredstvo poštne in tovorne ladje na sloviti Hurtigovi ruti, ki se mimo čeri zvija skozi fjorde tako do najbolj odročnih pristanišč kot do velikih mest.

### Podnebje
Južni in zahodni deli Norveške, ki so popolnoma izpostavljeni atlantskim nevihtnim frontam, imajo več padavin in imajo milejše zime kot vzhodni in skrajni severni deli. Območja vzhodno od obalnih gora so v padavinski senci in imajo manjše količine dežja in snega kot na zahodu. Nižine okoli Osla imajo najtoplejša poletja, a tudi hladno vreme in sneg pozimi. Najbolj sončno vreme je ob južni obali, včasih pa je lahko celo obala daleč na severu zelo sončna – najbolj sončen mesec s 430 sončnimi urami je bil zabeležen v Tromsøju.
Zaradi velike zemljepisne širine Norveške so v dnevni svetlobi velike sezonske razlike. Od konca maja do konca julija se sonce nikoli popolnoma ne spusti pod obzorje na območjih severno od arktičnega kroga (zato Norveško opisujejo kot »deželo polnočnega sonca«), preostali del države pa doživi do 20 ur dnevne svetlobe na dan. Nasprotno pa od konca novembra do konca januarja sonce nikoli ne vzide nad obzorjem na severu, preostali del države pa je dnevni dan zelo kratek.
Obalno podnebje Norveške je izjemno blago v primerjavi z območji na podobnih zemljepisnih širinah drugod po svetu, saj Zalivski tok teče neposredno ob obali severnih območij atlantske obale in pozimi stalno segreva regijo. Temperaturne anomalije, ugotovljene na obalnih lokacijah, so izjemne, saj imajo južni Lofoti in Bø vse mesečne vrednosti nad lediščem (brez meteorološke zime), čeprav so severno od polarnega kroga. Najsevernejša obala Norveške bi bila tako pozimi pokrita z ledom, če ne bi bilo Zalivskega toka.ref>»The Gulf Stream Myth«. ocp.ldeo.columbia.edu.</ref> Vzhod države ima bolj celinsko podnebje, v gorskih verigah pa subarktično in tundro. Več padavin je tudi na območjih, ki so izpostavljena Atlantiku, zlasti na zahodnih pobočjih gorskih verig in bližnjih območjih, kot je Bergen. Doline vzhodno od gorskih verig so najbolj suhe; nekatere doline so v večini smeri zaščitene z gorami. Saltdal (81 m) v Nordlandu je najbolj suh kraj z 211 milimetri padavin letno (1991–2020). Na južnem Norveškem Skjåk v Innlandetu dobi 295 milimetrov padavin. Finnmarksvidda in nekatere notranje doline Troms prejmejo okoli 400 milimetrov  letno, visoki Arktik Longyearbyen pa 217 milimetrov.
Deli jugovzhodne Norveške, vključno z deli Mjøse, imajo vlažno celinsko podnebje (Köppen Dfb), medtem ko imajo južna in zahodna obala ter tudi obala severno do Bodø oceansko podnebje (Cfb), medtem ko ima zunanja obala severneje skoraj do Severnega rta subpolarno oceansko podnebje (Cfc). Bolj v notranjosti na jugu in v višjih nadmorskih višinah ter tudi v večjem delu severne Norveške prevladuje subarktično podnebje (Dfc). Majhen pas zemlje vzdolž obale vzhodno od Severnega rta (vključno z Vardøjem) je prej imel tundra/alpsko/polarno podnebje (ET), vendar je to večinoma izginilo s posodobljenimi podnebnimi normalnimi razmerami 1991–2020, zaradi česar je tudi subarktično. Velike dele Norveške pokrivajo gore in visoke planote, približno ena tretjina kopnega pa je nad gozdno mejo, zato je podnebje tundra/alpsko/polarno (ET).

### Biotska raznovrstnost
Skupno število vrst vključuje 16.000 vrst žuželk (verjetno še 4000 vrst, ki jih je treba še opisati), 20.000 vrst alg, 1800 vrst lišajev, 1050 vrst mahov, 2800 vrst vaskularnih rastlin, do 7000 vrst gliv, 450 vrst ptic (250 vrst gnezdi na Norveškem), 90 vrst sesalcev, 45 sladkovodnih vrst rib, 150 slanovodnih vrst rib, 1000 vrst sladkovodnih nevretenčarjev in 3500 vrst slanovodnih nevretenčarjev. Znanost je opisala približno 40.000 teh vrst. Rdeči seznam leta 2010 obsega 4599 vrst. Norveška vsebuje pet kopenskih ekoregij: sarmatske mešane gozdove, skandinavske obalne gozdove iglavcev, skandinavsko in rusko tajgo, tundro polotoka Kola ter skandinavske gorske brezove gozdove in travišča.
Sedemnajst vrst je navedenih predvsem zato, ker so ogrožene v svetovnem merilu, kot na primer evropski bober, čeprav se populacija na Norveškem ne šteje za ogroženo. Število ogroženih in skoraj ogroženih vrst je 3682; vključuje 418 vrst gliv, od katerih so mnoge tesno povezane z majhnimi preostalimi območji starih gozdov, 36 vrst ptic in 16 vrst sesalcev. Leta 2010 je bilo 2398 vrst uvrščenih na seznam ogroženih ali ranljivih; od tega jih je bilo 1250 navedenih kot ranljivih (VU), 871 kot ogroženih (EN) in 276 vrst kot kritično ogroženih (CR), med katerimi so bili sivi volk, polarna lisica (zdrava populacija na Svalbardu) in pisana žaba.
Največji plenilec v norveških vodah je kit glavač, največja riba pa morski pes orjak (Cetorhinus maximus). Največji plenilec na kopnem je severni medved, medtem ko je rjavi medved največji plenilec na norveški celini. Največja kopenska žival na celini je los. Los na Norveškem je znan po svoji velikosti in moči in se pogosto imenuje skogens konge, »kralj gozda«.

### Narodni parki
Norveška ima 47 narodnih parkov, od tega 40 na celini in 7 na Svalbardu. Narodni parki na Norveškem so strožji kot v mnogih drugih državah in skoraj vsa motorna vozila so prepovedana. Velja pravica do pohajkovanja, zato so pohodništvo, smučanje in kampiranje po celotnem parku dovoljeni, ob upoštevanju narave. Ceste, nastanitve in centri narodnih parkov so zunaj narodnih parkov. Parki so pod upravljanjem Norveške agencije za okolje in lokalnega okrožnega guvernerja.

## Demografija
Norveška je leta 2003 štela 4.546.123 prebivalcev, 2021 pa že 5,4 milijona. Rast prebivalstva je 0,46 %. Za razliko od Švedske in Finske, ima Norveška pozitiven naravni prirastek. Povprečna pričakovana starost je 79,09 let, za moške 76,15 let in za ženske 82,22 let. Poleg Norvežanov v državi avtohtono prebivajo še Laponci, ki jih je okoli 20.000.
Večina prebivalcev (86 %) se prišteva med evangeličane, med ostale, protestante in katolike pa 3 % prebivalcev. Imajo tudi 100 % pismenost. Uradni jezik je norveški, obstajajo pa tudi laponsko in finsko govoreče manjšine.
V Finnmarki namreč živi, statistično gledano, na vsakem kvadratnem kilometru samo po en človek, medtem ko si enako površino deli v južni Norveški osemdeset ljudi. Na obali in v mestih živi kar 80 odstotkov prebivalstva, praznjenje notranjosti pa postaja problem. Ne glede na to ostajajo ljudje povezani s podeželskim življenjem in odhajajo ob koncu tedna in v počitnicah v enkratno naravo. Na Norveškem je tudi dovolj prostora za manjšine. Okrog 20.000 Laponcev živi še danes, posebno v Finnmarki, po starem se preživljajo z ribolovom in vzrejo severnih jelenov, imajo značilne običaje, oblačijo pa se v slikovite noše.
Norveški jezik ima dve uradni obliki: nynorsk, nekoč imenovan landsmal izhaja iz stare norveščine in podeželskih narečij, bokmal, za katerega se ogreva večina prebivalstva, je danskemu jeziku soroden knjižni jezik.

## Gospodarstvo
Nekoč se je na Norveškem vse vrtelo okrog vode, danes se vse vrti okrog nafte. Nekoč Norvežani niso živeli slabo od svojih tradicionalnih gospodarskih panog, danes živijo dobro z visokimi plačami in pretiranimi cenami pregrete konjunkture. Zemljepisne značilnosti so za gospodarski razvoj Norveške bolj slabe, lega na severnem obrobju in brezpotja na kopnem z velikimi razdaljami, slabo rodovitne pokrajine, zato pa veliko obale in vode. Toda Norvežani so znali pomanjkljivosti že zgodaj spremeniti v prednosti. Njihova glavna zaposlitev je postala pomorstvo, kamor štejemo osvajalska potovanja vikinških ladij, trgovska potovanja v okviru Hanse, roparske vožnje ribiške industrije do današnje nevarnosti prevelikega izlova in sodobno plovbo zaradi izvoza, katere donosnost vse bolj ogroža prevoz na ladjah iz držav v razvoju, saj so njihove storitve cenejše kot norveške. Norveška je pač dežela visokih plač in cen. Norveška pa ne spada med največje na svetu samo kot ribiška in pomorska država. Zaradi morja in kopenskih voda, gorskih slapov in zajezitvenih jezer na nenaseljenih planotah, zaradi vsega velikanskega potenciala vodne energije je Norveška postala vodilna proizvajalka naravi prijaznega električnega toka. Na prebivalca pride več kot 18.000 kilovatnih ur električne energije, presežke izvažajo v sosednje države, še vedno pa ostane dovolj energije za oskrbo drugače zasnovanega norveškega gospodarstva, V bližini hidroelektrarn deluje industrija, ki porabi izredno veliko energije, in druge dežele bi njene potrebe težko pokrivale brez toplotnih in jedrskih elektrarn. Tako proizvajajo na Norveškem: aluminij, magnezij in umetna gnojila z naravi prijaznim električnim tokom, pri čemer pa je nastala nova težava, smog, v hladnem podnebju fjordov se odpadni plini te industrije ne razpršujejo dovolj.
Pomorstvo in proizvodnja energije na svetovni ravni sta zagotovila norveškemu ladjedelništvu in tehnologiji elektrarn mednarodno veljavo. Od tako zbranega znanja imata korist tudi strojegradnja, ki dela za domačo lesno, tekstilno in živilsko industrijo, in zadnja leta vedno bolj uveljavljanje sodobne visoke tehnologije kot nove gospodarske panoge. Morje in vodno bogastvo kot jedro prepletene gospodarske zasnove bosta najbrž odrinila v ozadje kmetijstvo. Za kmetijstvo so tako ali tako uporabni  samo trije odstotki nerodovitnih tal in samo del tega tudi za poljedelstvo. Tradicionalno majhne kmetije so le s težavo še donosne in silijo kmete k dodatnim dejavnostim. Tudi ti so se usmerili k bolj posebnim naravnim bogastvom dežele. Velikanski gozdovi že stoletja oskrbujejo pomembno lesno industrijo, strogi ekološki predpisi in pogozdovanje pa zagotavljajo dovolj lesa tudi za prihodnost. Deloma izlovljeno morje daje mimo negotovega visokomorskega ribolova možnosti za sodobno akvakulturo, gojenje boljših vrst rib spada med najbolj donosne norveške gospodarske veje. Tako na morju kot na kopnem je v središču norveškega gospodarstva zmožnost, da s specializacijo spreminjajo pomanjkanje v korist. Norveška si je samo na tak način pridobila precejšnjo blaginjo, tako nastala industrija pa je vtisnila pečat vsej družbi, ki jo sestavljajo ribiči in kapitani trgovske mornarice, ladjarji in trgovci v izvoznih podjetjih, gozdarski in vodnogospodarski strokovnjaki, dokaj številna vodilna plast, za njimi pa širok srednji sloj in
revnejši kmetje.
Norveška od leta 1976 spada med države, ki izvažajo nafto in zemeljski plin. Ti surovini sta danes najvažnejše izvozno blago od kmetijskega uvoza odvisne dežele. Norveški sta prinesla precejšnjo gospodarsko rast. Toda padec naftnih cen sredi osemdesetih let je povzročil hudo gospodarsko krizo. Težavno črpanje tekočega zlata iz viharnega Severnega morja je dalo v obliki vrtalnih ploščadi pri Ekofisku in Friggu tehnične čudeže, ki pa so postali predragi. Padec naftnih cen je razgalil tudi slabost prej obstoječe industrije, na tradicionalnih temeljih delujoče gospodarstvo se je zapodilo v nafto in živelo nad svojimi zmožnostmi. A Norvežani so se iz vsega nekaj naučili. Zdaj jim pomeni nafta pri normalnih svetovnih cenah pomembno oporo blaginji, toda dobiček vlagajo tudi v preoblikovanje tradicionalnih industrijskih vej. Nosilka tega preobrata je nova generacija Norvežanov, kajti naftni čudež je poleg industrijske strukture spremenil tudi družbeno.
Država je zelo odvisna od črpanja nafte, saj so leta 1999 naftni derivati predstavljali 35 % vsega izvoza. Več nafte izvozita samo še Saudova Arabija in Rusija. Imajo velik BDP na prebivalca: 33.000 USD. V storitvenem sektorju je bilo leta 1995 zaposlenega 74 % aktivnega prebivalstva, v industriji 22 % in v gozdarstvu, kmetijstvu in ribolovu 4 %. Njihovo industrijo predstavljajo predvsem naftna, prehrambenopredelovalna, ladjedelniška, kemična, ribiška in tekstilna industrija. Izvažajo nafto in njene derivate, stroje, kovine, kemikalije, ladje in ribe, uvažajo pa predvsem hrano.

## Politika
Osrednjo vlogo, čeprav le reprezentativno, pri vodenju države ime kralj. Priljubljenost monarhije in to, da je vključena v demokratično ustavo kot konstitucionalna dedna monarhija, ima korenine v zgodovini in izročilu. Že majhne germanske države so imele za kralja njegovega »jarleja« (kraljevega namestnika), vikinška skupščina thing pa je imela že preddemokratične poteze, čeprav so se tam pogosto sporekli gorkeje kot v današnjem norveškem parlamentu Stortingu. Norveški kralji so bili vedno simbol narodnostne in kulturne samostojnosti dežele, ki je postala avtonomna šele leta 1905. Ko je kralj Haakon Vll. moral med drugo svetovno vojno skupaj z vlado zbežati v pregnanstvo v London, mu je bila dodeljena vloga povezovalne osebnosti norveškega odporniškega gibanja. Pa tudi njegov sin kralj Olav V., ki so ga spoštovali zaradi sodelovanja v odporniškem gibanju, je bil v najboljšem pomenu besede ljudski kralj. Ta olimpijski zmagovalec v jadranju je leta 1928 zastopal Norveško enako dobro kot pozneje v diplomatski vlogi.  Ko je leta 1957 prevzel dediščino svojega očeta, zaradi svoje prisrčnosti in skromnosti pa je postal v svoji deželi vzor pokončnega človeka z visoko moralo. To populistično tradicijo nadaljuje njegov sin, kralj Harald.
Norveška je ustavna monarhija s parlamentarnim sistemom vladanja. Kraljeva hiša je veja plemenite družine Glücksburg, izvirno iz nemškega Schleswig-Holsteina. Kralj Harald V. opravlja pretežno ceremonialne funkcije, a ima na svoje državljane vpliv kot simbol narodne enotnosti.
V zunanji politiki si Norveški prizadeva za dobre odnose s sosednjo Evropsko unijo, a po dveh neuspelih referendumih o vstopu (1972 in 1994) ostaja vključena le v EFTO. Kljub temu je vključena v Schengenski sporazum.
Država je tudi članica Nordijskega sveta, OECD, OVSE, OZN in drugih mednarodnih organizacij.
Obrambna politika Norveške se močno naslanja na dobre odnose z ZDA. Država je ustanovna članica zveze NATO in je ob invaziji leta 2003 kot del koalicije voljnih poslala v Irak svoje vojake. Od leta 1992 je tudi pridružena članica Zahodnoevropske unije.

## Upravna delitev
Norveška je po reorganizaciji leta 2024 pravno razdeljena na 15 administrativnih regij (fylker, edninsko fylke), te pa nadalje na 357 občin, imenovanih kommuner (edninsko kommune).
Svalbard in Jan Mayen pripadata Norveški, vendar nista dodeljena nobeni regiji. Norveške pokrajine so razvrščene v pet delov države (landsdeler), ki poleg Svalbarda in Jan Mayena predstavljajo najvišjo raven administrativne delitve po standardu NUTS 2.
| Nr | Administrativne regije 2024 | Glavno mesto |
| -- | --------------------------- | ------------ |
| 3  | Oslo                        | Oslo         |
| 11 | Rogaland                    | Stavanger    |
| 15 | Møre og Romsdal             | Molde        |
| 18 | Nordland                    | Bodø         |
| 31 | Østfold                     | Sarpsborg    |
| 32 | Akershus                    | Oslo         |
| 33 | Buskerud                    | Drammen      |
| 34 | Innlandet                   | Hamar        |
| 39 | Vestfold                    | Tønsberg     |
| 40 | Telemark                    | Skien        |
| 42 | Agder                       | Kristiansand |
| 46 | Vestland                    | Bergen       |
| 50 | Trøndelag                   | Steinkjer    |
| 55 | Troms                       | Tromsø       |
| 56 | Finnmark                    | Vadsø        |

### Norveške čezmorske odvisnosti
Obstajajo tri antarktične in subantarktične odvisnosti: Bouvetov otok, otok Petra I. in Dežela kraljice Maud. Na večini zemljevidov je med Deželo kraljice Maud in južnim tečajem do 12. junija 2015 obstajalo nezavzeto območje, ko je Norveška uradno priključila to območje.

## Norveška mesta
Zaradi izredno gorate pokrajine živi večina Norvežanov na samo petnajst kilometrov širokem prehodnem območju od morja k celini. Norveška mesta so se razvila tam, kjer so razmere primerne za ribolov in trgovino, in so v glavnem majhna, niti prgišče jih nima več kot sto tisoč prebivalcev, Življenje in podoba velikih mest se spreminjata, odkar pred norveško obalo črpajo nafto, naftni boom pušča za seboj bolj ali manj opazno sled.

### Oslo
Christiania je bila ustanovljena okrog leta 1000, od leta 1814 je bila glavno mesto, leta 1924 pa so jo preimenovali v Oslo. Danes šteje približno 450.000 prebivalcev. Mesto so že od nekdaj slavili zaradi čudovite lege ob fjordu, prozornega zraka in najboljše pitne vode v Evropi. Svetovno znano je smučarsko središče Holmenkollen v bližini mesta, v gozdove, parke, do jezer in kopališč se je mogoče sprehoditi. Iz norveškega srednjega veka pozdravljajo razstavljene vikinške ladje in trdnjava Äkerhus. Za Oslo je bilo do nedavnega težko reči, da je sodobna metropola. Udobno mesto, katerega podobo obvladujejo mogočen, a precej preprost kraljevi grad, opečnati kompleks mestne hiše z obema nezamenljivima stolpoma in zgradba parlamenta, ki združuje nordijske, italijanske in celo mavrske sloge.
V obdobju naftnega razcveta se je Oslo opazno spremenil. Naglica se je povečala, kulturna ponudba je postala bolj mednarodna, ceste so kljub velikopotezni graditvi mreže primestnih in glavnih prometnic velikokrat zamašene. Mestna podoba dobiva nove poteze, deloma zaradi obnavljanja starega jedra, deloma zaradi neprijaznih novogradenj kapitalsko močnih družb. Število kavarn in restavracij narašča in Norvežani odkrivajo zadovoljstvo ob haut cuísine (visoki kuhinji). Oslo ni več prav udobno počasen, temveč je postal svetovna metropola Še vedno pa je mesto, ki ga odlikuje kakovostno življenje. Stavanger - središče naftne industrije Srednjeveška stolnica v središču mesta spominja na to, daje bil Stavanger od 12. do 17. stoletja sedež deželnega škofa, majhen stari del mesta z ljubko pobarvanimi lesenimi hišami pa razkazuje izročilo ribiškega in pristaniškega mesta, ki je imelo v 18. stoletju lastno trgovsko ladjevje. Toda nafta, ki jo črpajo kakih tristo kilometrov pred obalo, je Stavanger postavila na glavo. industrija se je povsem prilagodila črpalni tehnologiji, pogled se ti zaustavi na steklenih in jeklenih palačah naftnih koncernov, vrtalne ploščadi, pripravljene, da jih bodo odvlekli na morje.

### Bergen
Bergen, ki so ga ustanovili leta 1070 v čudovitem fjordu in je bil do leta 1300 norveško glavno mesto, je danes drugo največje mesto v deželi. Zgodovinska privlačnost starega hanzeatskega mesta se nepretrgano ohranja v pristaniški četrti Bryggen. Slikovito prepletene lesene hiše, pisarne in skladiščne barake nekdanjih hanzeatskih trgovcev, ki so prevažali sol in polenovke za menjavo med Bergnom in Hamburgom, je UNESCO zapisal v seznam svetovne kulturne dediščine. Toda niti Bryggen niti tri srednjeveške cerkve, niti trdnjava Bergenhus in stara mestna hiša, niti tihi dom skladatelja Edvarda Griega niti tradicionalni rožni in ribji trg s svojo kljubovalno mediteransko barvitostjo v večno deževnem Bergnu ne morejo prikriti, da se je mesto zaradi naftnega vzpona spremenilo. V središču poganjajo iz tal nebotičniki koncernov, na obrobju in na lepem nabrežju fjorda vsepovsod gradijo. Vzporedno z novo industrijo, ki je povezana z nafto, nastajajo nove stanovanjske četrti, v okoliške hribe se zarezujejo nove ceste in čez fjord se pnejo novi mostovi. Pravi Bergen postaja vse bolj muzej.

### Trondheim
Trondheim je bil ustanovljen leta 997 in je bil še v 13. stoletju kraljeva rezidenca. Danes je najprijaznejše in tretje največje norveško mesto. Tukaj se v upravnem in trgovskem središču, zadnjem velikem mestu, ki odpira vrata proti severu, izgublja vonj po nafti. Ritem v preglednem mestnem središču je umirjen, stara skladišča ob reki Nidelv in ceste, ki jih obrobljajo čedne lesene, v tradicionalnem slogu grajene hiše, hitro odrinejo v pozabo t. i. naftni vek. Sicer ima tudi Trondheim svojo industrijo in pomembno tehniško visoko šolo, toda na obličju prijaznega mesta skorajda ni sodobnih megalomanskih objektov. Pogled z baročne trdnjave Kristiansten zajame meniški otok z njegovim srednjeveškim samostanom in mestnim jedrom, kjer stoji Stiftsgarden, največja evropska lesena palača. Nekdanjo kraljevo rezidenco so postavili leta 1770, okrasto pobarvana učinkuje bolj prijazno kot kljubovalno, zaradi česar kralj še danes rad prebiva v njej med svojimi obiski v Trondheimu. Nedaleč od rezidence je kraj, kjer kronajo norveške kralje, to je Nidarosova stolnica, ki so jo začeli graditi v romanskem slogu in jo dokončali v gotskem. S svojo ganljivo preprostostjo spada med najlepše evropske cerkve in najpomembnejše norveške srednjeveške stavbne spomenike.

### Večja mesta na Norveškem
| Največja mesta države Norveška V skladu s Statistics Dec. 2018 | Največja mesta države Norveška V skladu s Statistics Dec. 2018 | Največja mesta države Norveška V skladu s Statistics Dec. 2018 | Največja mesta države Norveška V skladu s Statistics Dec. 2018 | Največja mesta države Norveška V skladu s Statistics Dec. 2018 | Največja mesta države Norveška V skladu s Statistics Dec. 2018 | Največja mesta države Norveška V skladu s Statistics Dec. 2018 | Največja mesta države Norveška V skladu s Statistics Dec. 2018 | Največja mesta države Norveška V skladu s Statistics Dec. 2018 | Največja mesta države Norveška V skladu s Statistics Dec. 2018 |
|                                                                | Rang                                                           | Ime                                                            | Okrožje                                                        | Preb.                                                          | Rang                                                           | Ime                                                            | Okrožje                                                        | Preb.                                                          |                                                                |
| -------------------------------------------------------------- | -------------------------------------------------------------- | -------------------------------------------------------------- | -------------------------------------------------------------- | -------------------------------------------------------------- | -------------------------------------------------------------- | -------------------------------------------------------------- | -------------------------------------------------------------- | -------------------------------------------------------------- | -------------------------------------------------------------- |
| Oslo Bergen                                                    | 1                                                              | Oslo                                                           | Oslo                                                           | 1.000.467                                                      | 11                                                             | Moss                                                           | Viken                                                          | 46.618                                                         | Stavanger Trondheim                                            |
| Oslo Bergen                                                    | 2                                                              | Bergen                                                         | Vestland                                                       | 255.464                                                        | 12                                                             | Haugesund                                                      | Rogaland                                                       | 44.830                                                         | Stavanger Trondheim                                            |
| Oslo Bergen                                                    | 3                                                              | Stavanger                                                      | Rogaland                                                       | 222.697                                                        | 13                                                             | Sandefjord                                                     | Vestfold og Telemark                                           | 43.595                                                         | Stavanger Trondheim                                            |
| Oslo Bergen                                                    | 4                                                              | Trondheim                                                      | Trøndelag                                                      | 183.378                                                        | 14                                                             | Arendal                                                        | Agder                                                          | 43.084                                                         | Stavanger Trondheim                                            |
| Oslo Bergen                                                    | 5                                                              | Drammen                                                        | Viken                                                          | 117.510                                                        | 15                                                             | Bodø                                                           | Nordland                                                       | 40.705                                                         | Stavanger Trondheim                                            |
| Oslo Bergen                                                    | 6                                                              | Fredrikstad/Sarpsborg                                          | Viken                                                          | 111.267                                                        | 16                                                             | Tromsø                                                         | Troms og Finnmark                                              | 38.980                                                         | Stavanger Trondheim                                            |
| Oslo Bergen                                                    | 7                                                              | Porsgrunn/Skien                                                | Vestfold og Telemark                                           | 92.753                                                         | 17                                                             | Hamar                                                          | Innlandet                                                      | 27.324                                                         | Stavanger Trondheim                                            |
| Oslo Bergen                                                    | 8                                                              | Kristiansand                                                   | Agder                                                          | 61.536                                                         | 18                                                             | Halden                                                         | Viken                                                          | 25.300                                                         | Stavanger Trondheim                                            |
| Oslo Bergen                                                    | 9                                                              | Ålesund                                                        | Møre og Romsdal                                                | 52.163                                                         | 19                                                             | Larvik                                                         | Vestfold og Telemark                                           | 24.208                                                         | Stavanger Trondheim                                            |
| Oslo Bergen                                                    | 10                                                             | Tønsberg                                                       | Vestfold og Telemark                                           | 51.571                                                         | 20                                                             | Askøy                                                          | Vestland                                                       | 23.194                                                         | Stavanger Trondheim                                            |

## Unescova dediščina na Norveškem
Kraljevina Norveška je Unescovo konvencijo o svetovni dediščini sprejela 12. maja 1977, zaradi česar so njena zgodovinska mesta upravičena do vključitve na seznam. Od leta 2017 je na Norveškem osem območij svetovne dediščine, vključno s sedmimi kulturnimi in enim naravnim območjem. Obstaja eno transnacionalno območje, Struvejev geodetski lok, ki si ga deli z devetimi drugimi državami.
Prvi dve norveški znamenitosti, Urnes Stave Church in Bryggen, sta bili vpisani na seznam na 3. zasedanju Odbora za svetovno dediščino, ki je potekalo v Kairu in Luksorju v Egiptu leta 1979. Zadnji vpis, območje industrijske dediščine Rjukan–Notodden, je bil dodan na seznam leta 2015. Norveška poleg svojih območij svetovne dediščine ohranja tudi pet objektov na svojem poskusnem seznamu, od katerih so tri transnacionalne nominacije.
Na seznamu so:
- Urneška lesena cerkev (Urnes Stave Church): vpisana leta 1979; kriterij kulturno: i, ii, iii; stolpna cerkev v Urnesu je eden najstarejših in najvidnejših primerov te vrste lesenih cerkva. Zgrajena je bila v 12. in 13. stoletju in vključuje elemente vikinške tradicije iz prejšnje cerkve iz 11. stoletja.
- Pristaniška četrt Bryggen: vpisana 1979; kriterij kulturno: iii; je serija poslovnih stavb hanzeatske dediščine, ki se vrstijo na vzhodni strani pristanišča Vågen v mestu Bergen.
- Rudarsko mesto Røros z kolico (Røros Mining Town and the Circumference): vpisana 1980; kriterij kulturno: iii, iv; Røros je bil rudarsko mesto od leta 1644 do leta 1977, ko je rudarsko podjetje bankrotiralo. Mesto je v celoti zgrajeno iz lesa. Švedski vojaki so ga leta 1679 med skanijsko vojno popolnoma uničili, a so ga pozneje obnovili.
- Skalne rezbarije v Alti (Rock Art of Alta); vpisana 1985; kriterij kulturno: iii; ta lokacija vsebuje 45 najdišč petroglifov na petih območjih okoli fjorda Alta, daleč severno od arktičnega kroga.
- Vegaøyan – otočje Vega (Vegaøyan – The Vega Archipelago); vpisana 2004; kriterij kulturno: v; Prebivalci otočja Vega so poleg ribičev in kmetov že vsaj od 9. stoletja nabirali gagji puh, perje gag. Kulturna krajina vključuje ribiške vasi, pomole, skladišča, kmetijsko pokrajino, svetilnike in svetilnike.
- Struvejev geodetski lok (Struve Geodetic Arc); vpisana 2005; kriterij kulturno: ii, iii, vi; Struvejev geodetski lok je serija triangulacijskih točk, ki se raztezajo na razdalji 2820 kilometrov od Hammerfesta na Norveškem do Črnega morja. Svetovna dediščina vključuje 34 točk v desetih državah (od severa proti jugu: Norveška, Švedska, Finska, Rusija, Estonija, Latvija, Litva, Belorusija, Moldavija, Ukrajina), od katerih so štiri na Norveškem.
- Zahodno norveški fjordi – Geirangerfjord in Nærøyfjord (West Norwegian Fjords – Geirangerfjord and Nærøyfjord); vpisana 2005; kriterij naravno: vii, viii; Fjorda sta med najdaljšimi in najglobljimi na svetu. So klasični primeri fjordov, potopljenih ledeniških dolin.
- Območje industrijske dediščine Rjukan–Notodden (Rjukan–Notodden Industrial Heritage Site); vpisana 2015; kriterij kulturno: ii, iv; Industrijski kompleks v mestih Rjukan in Notodden je v začetku 20. stoletja ustanovilo podjetje Norsk Hydro. Zgodnje hidroelektrarne so zagotavljale energijo za industrijsko proizvodnjo umetnih gnojil iz dušika v zraku, nove svetovne industrije.